# Zechenkolonie

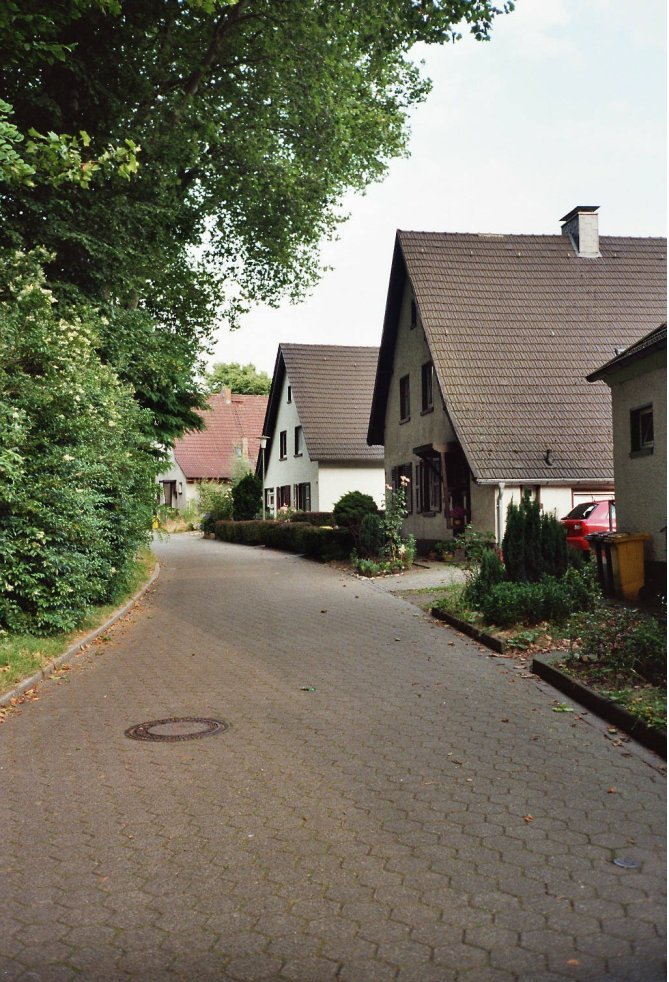
Die Dahlhauser Heide als typische Zechenkolonie

Als Zechenkolonien werden im Ruhrgebiet die im 19. und 20. Jahrhundert errichteten typischen Bergarbeitersiedlungen bezeichnet, die sich um die Standorte der Zechen gruppierten. In anderen Bergrevieren gab es ebenfalls Werkssiedlungen, die unterschiedlich bezeichnet wurden. Die Bezeichnung Zeche war nicht überall üblich.
Im Gegensatz zu eigentlichen Bergbaustädten sind Zechenkolonien nicht der Anfang von eigentlichen Stadtgründungen späterer Großstädte.

## Industrialisierung im Ruhrgebiet

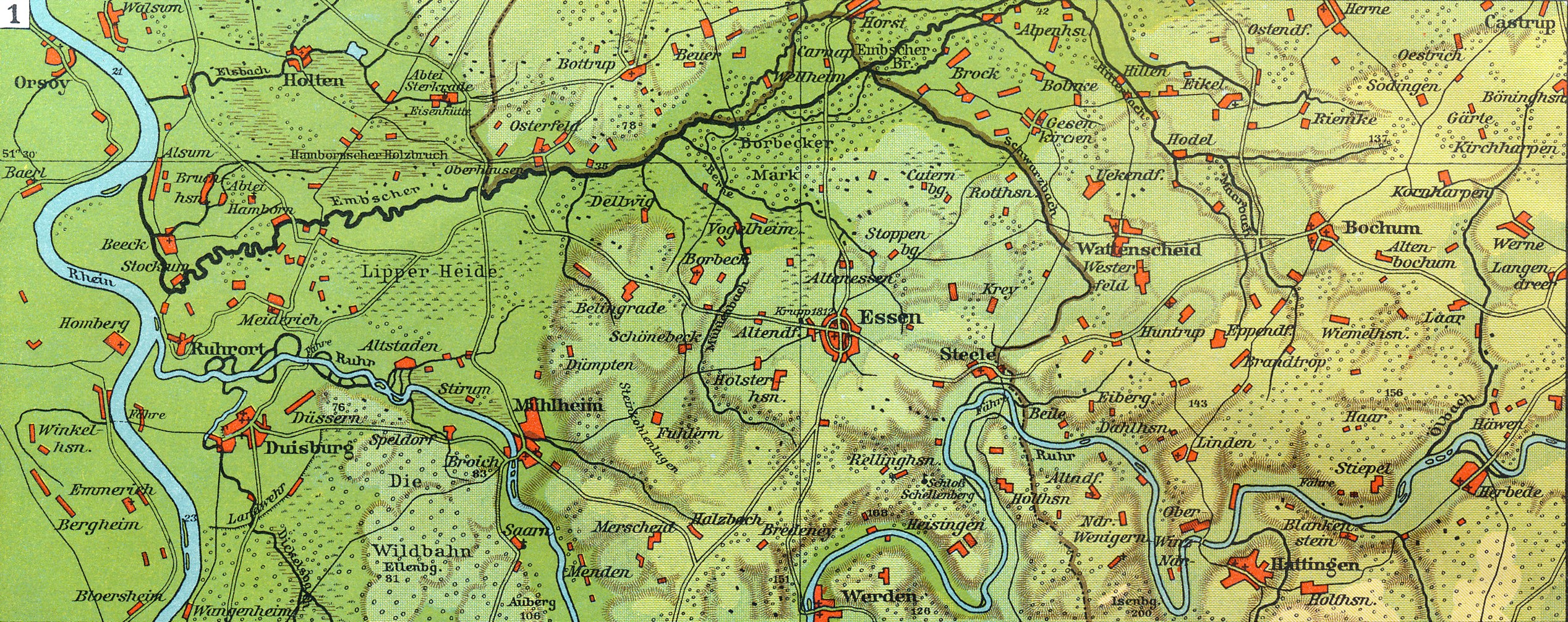

Das heutige Ruhrgebiet (zwischen den Flüssen Rhein, Ruhr und Lippe und durchquert von der Emscher) war, wie die Karte aus dem Jahr 1830 zeigt, vor der Industrialisierung Anfang des 19. Jahrhunderts nur dünn besiedelt.
Lediglich am Hellweg, einer der bedeutendsten Handelsstraßen des Mittelalters, lagen mit Duisburg, Essen, Bochum und Dortmund einige Städte, deren Anfänge bis ins frühe Mittelalter zurückreichen. Die nördlich vom Hellweg gelegene Emscherniederung war weitgehend sumpfig, so dass sie sich kaum zur Besiedlung eignete. Da die Emscher die Grenze zwischen der südlichen Grafschaft Mark und dem nördlichen Vest Recklinghausen bildete, wurden entlang der Emscher eine Reihe von Burgen (unter anderem Horst, Crange) errichtet, die die Keimzellen kleinerer Siedlungen bildeten.
Am Südrand des Ruhrgebietes (Muttental) gab es schon früh Kleinzechen und holzkohlebetriebene Eisenhütten, deren Arbeiter aus der ansässigen Landbevölkerung stammten und in bäuerlichen Strukturen lebten.
Mit der Einführung der Dampfmaschine änderten sich diese Situation innerhalb kurzer Zeit. In den 1830er Jahren entstanden erste große Eisenhütten und Maschinenbaubetriebe, der Bedarf an Arbeitern nahm rasch zu, und es wurden erste sogenannte Ledigenwohnheime gebaut, kasernenartige Unterkünfte (Kaserne der Paulinenhütte) für alleinstehende Industrie- und Bergarbeiter.

## Wohnsiedlungen
Um Wohnraum für verheiratete Vorarbeiter und Meister zu schaffen, begann 1844 die Gutehoffnungshütte in Oberhausen als erster Industriebetrieb mit der Kolonie „Eisenheim“ mit dem Werkswohnungsbau. Jedes der Häuser war zweistöckig und bestand aus zwei Wohnungen mit separaten Eingängen.
Der typische Haustyp einer Zechenkolonie, der später das Ruhrgebiet prägte, das Haus im „Kreuz-Grundriss“, wurde erstmals in Mülhausen (im Elsass) für die Kalibergbau-Arbeiter gebaut und 1855 auf der Weltausstellung in Paris gezeigt. 1858 entstand in Bochum-Stahlhausen eine erste Siedlung nach diesem Schema im Ruhrgebiet. Die Häuser waren zweigeschossig mit vier Wohnungen, zu ihnen gehörte ein Garten mit einem Schuppen als Stall und Toilette.
Als 1871 nach dem Sieg im Krieg gegen Frankreich die Wirtschaft weiter aufblühte, kamen in den folgenden 40 Jahren in mehreren Wellen über 700.000 Zuwanderer ins Ruhrgebiet, vornehmlich besitzlose Landarbeiter aus Westpreußen, Ostpreußen, Schlesien und Polen.
Die Zechensiedlungen konnten den Zustrom an Arbeitskräften kaum verkraften, so dass sich viele Familien eine Wohnung teilten und Kostgänger oder Schlafburschen aufnahmen. Diese Entwicklung wurde beim Bau neuer Häuser berücksichtigt, indem die Küche zur Wohnküche wurde und der Zugang zu den anderen Räumen vorverlegt wurde. So konnten die Untermieter ihre Zimmer erreichen, ohne die Familienzimmer betreten zu müssen. Eine Weiterentwicklung war die Anlage von „Wohnungsfluren“, die als Schleuse den Zugang der Häuser kontrollierten.

## Weitere Entwicklungen
Nachdem in der zweiten Hälfte des 19. Jahrhunderts ausschließlich monotone Reihensiedlungen ohne jede Begrünung in der Form geschlossener Zeilen und später dann Reihensiedlungen mit Vor- und Hausgärten errichtet wurden, begann etwa ab 1905 der Bau von Arbeitergartenstädten (siehe Gartenstadt). Als Musterbeispiele sind die von Robert Schmohl entworfenen Kruppschen Siedlungen in Rheinhausen, Datteln (Beisenkamp) und Bochum-Hordel (Dahlhauser Heide) zu nennen. Die bekanntesten Beispiele sind aber wohl die von Georg Metzendorf entworfene Kruppsche Siedlung Margarethenhöhe in Essen und die vom gleichen Architekten gebaute Gartenstadt Hüttenau der Henrichshütte in Welper.
Einen weiter gefassten Ansatz verfolgten die Stadtplaner der Neuen Stadt Wulfen in den 1960er Jahren. Hier wurde eine komplette Stadt mit Infrastruktur für bis zu 60.000 Einwohner auf dem Reißbrett entworfen. Wegen mangelnder Produktivität des größten Arbeitgebers, der Zeche Wulfen, mussten die Pläne jedoch auf 20.000 Einwohner herabgesetzt werden.
Die Schrumpfung der deutschen Montanindustrie führte ab den 1960er Jahren zu einer Privatisierung des Werkswohnungsbestandes, der zu sozialen Problemen der Bewohner dieser Siedlungen und teilweise heftigem Widerstand führte. Darüber hinaus wurde der geschlossene städtebauliche Charakter oft durch die „Gestaltungswut“ und übertriebene individuelle Vielfalt der neuen Eigentümer zerstört. In einigen Fällen konnte jedoch durch die Unterschutzstellung der Siedlungen als Denkmalbereich der ursprüngliche Siedlungscharakter und ein Hauch des verflossenen Charmes gerettet werden.

## Beispiele

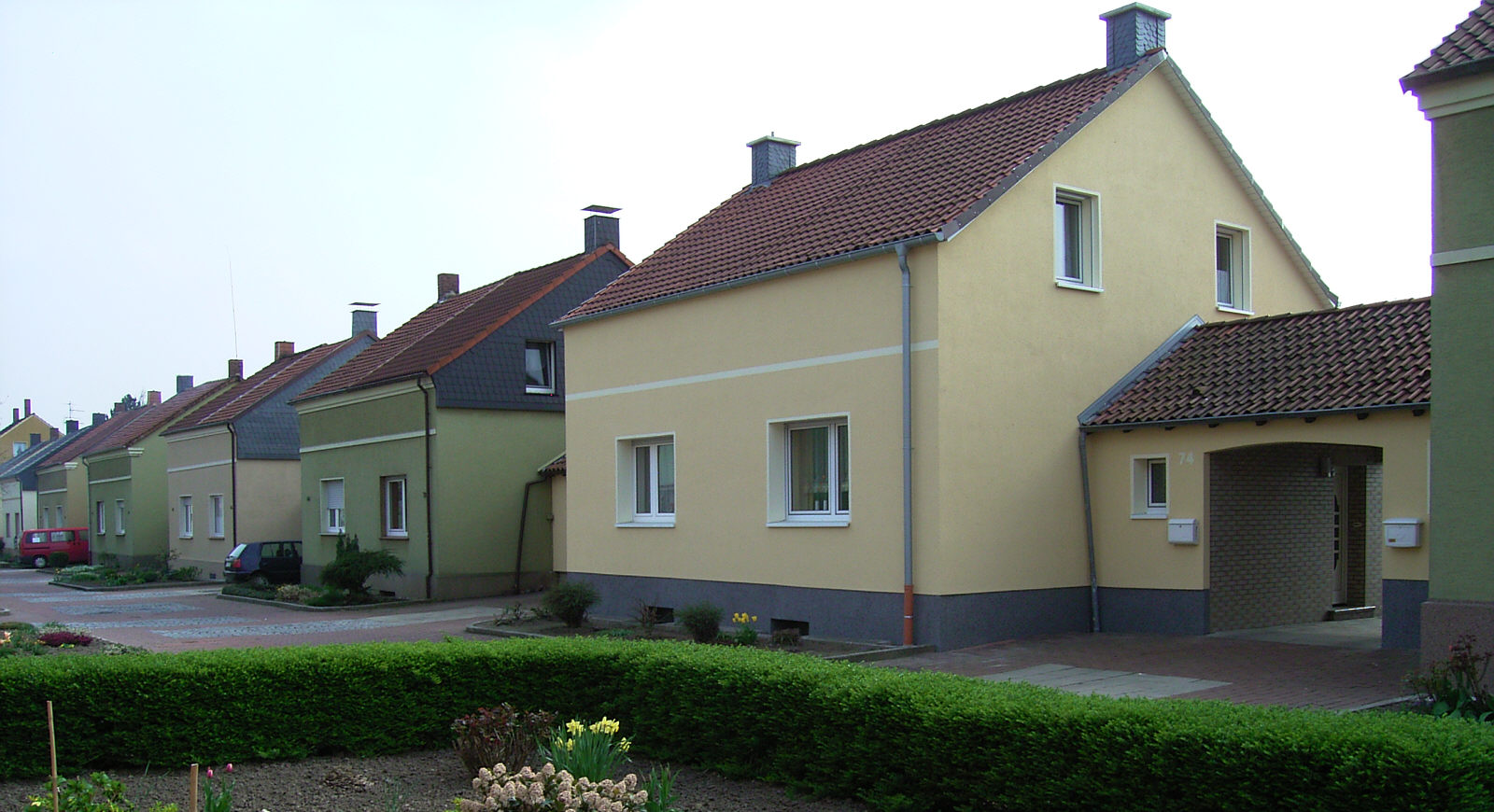
Zechensiedlung mit typischen Kniestockhäusern
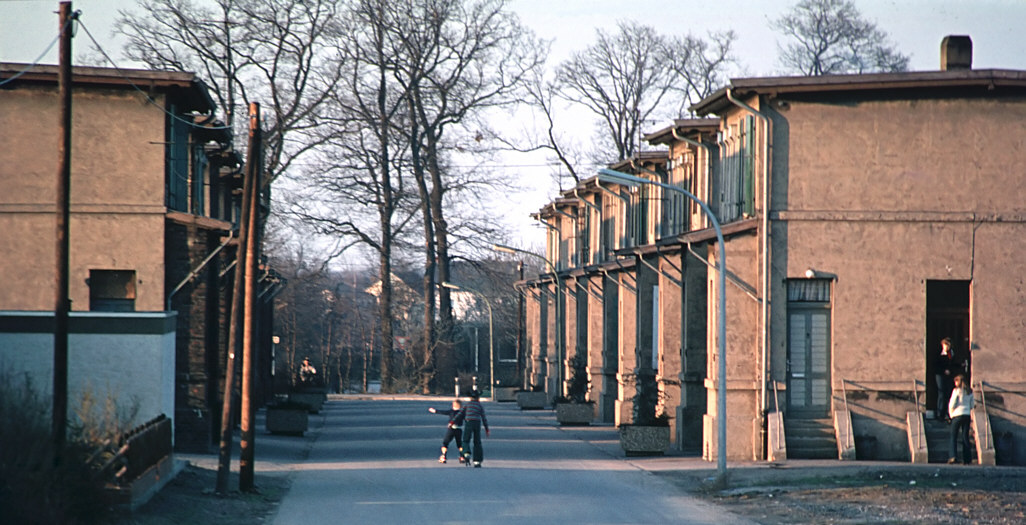
Verdichtete Bauweise, Sektion VIII in Kaiserau ca. 1978
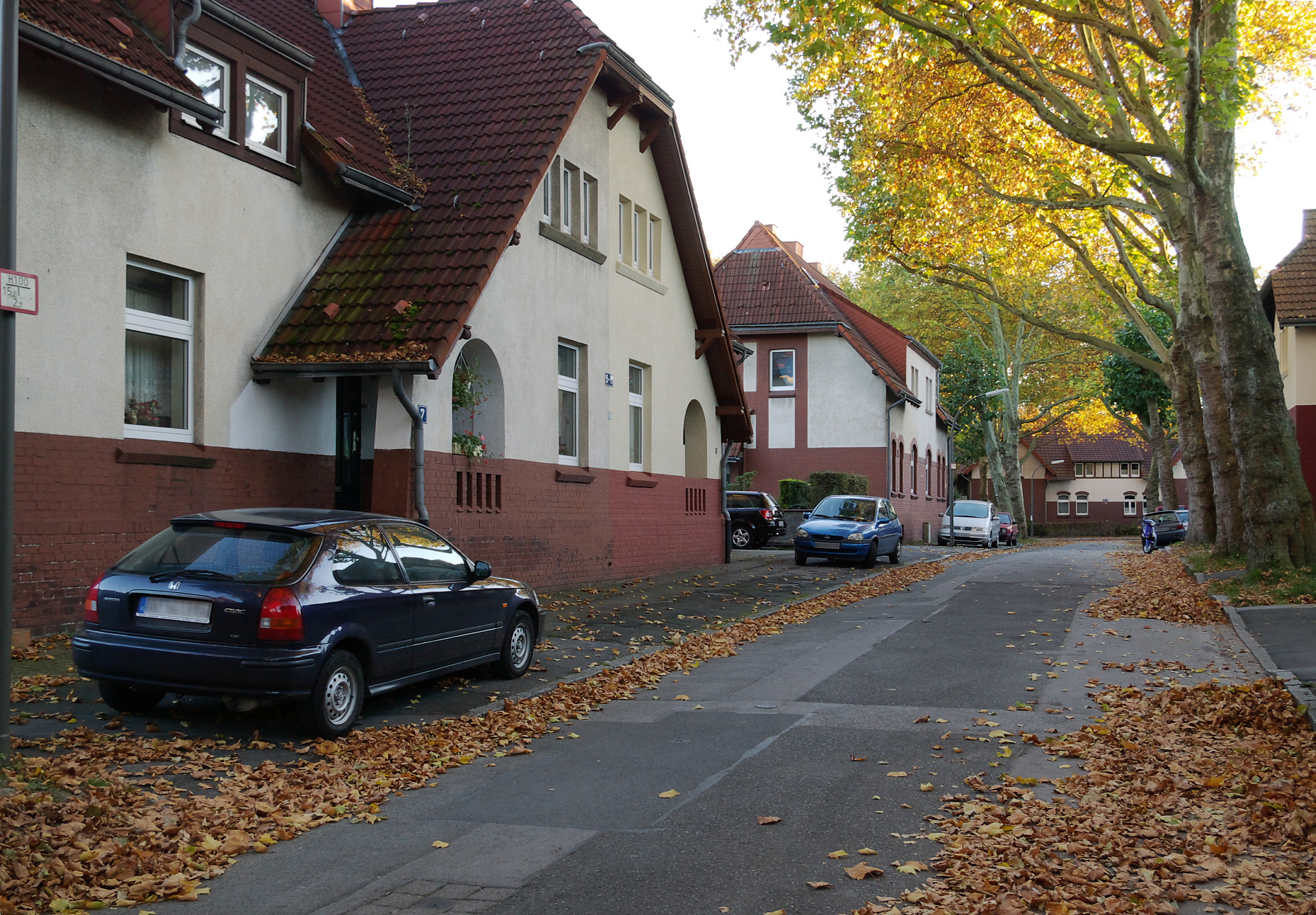
Kolonie Landwehr, Zeche Zollern
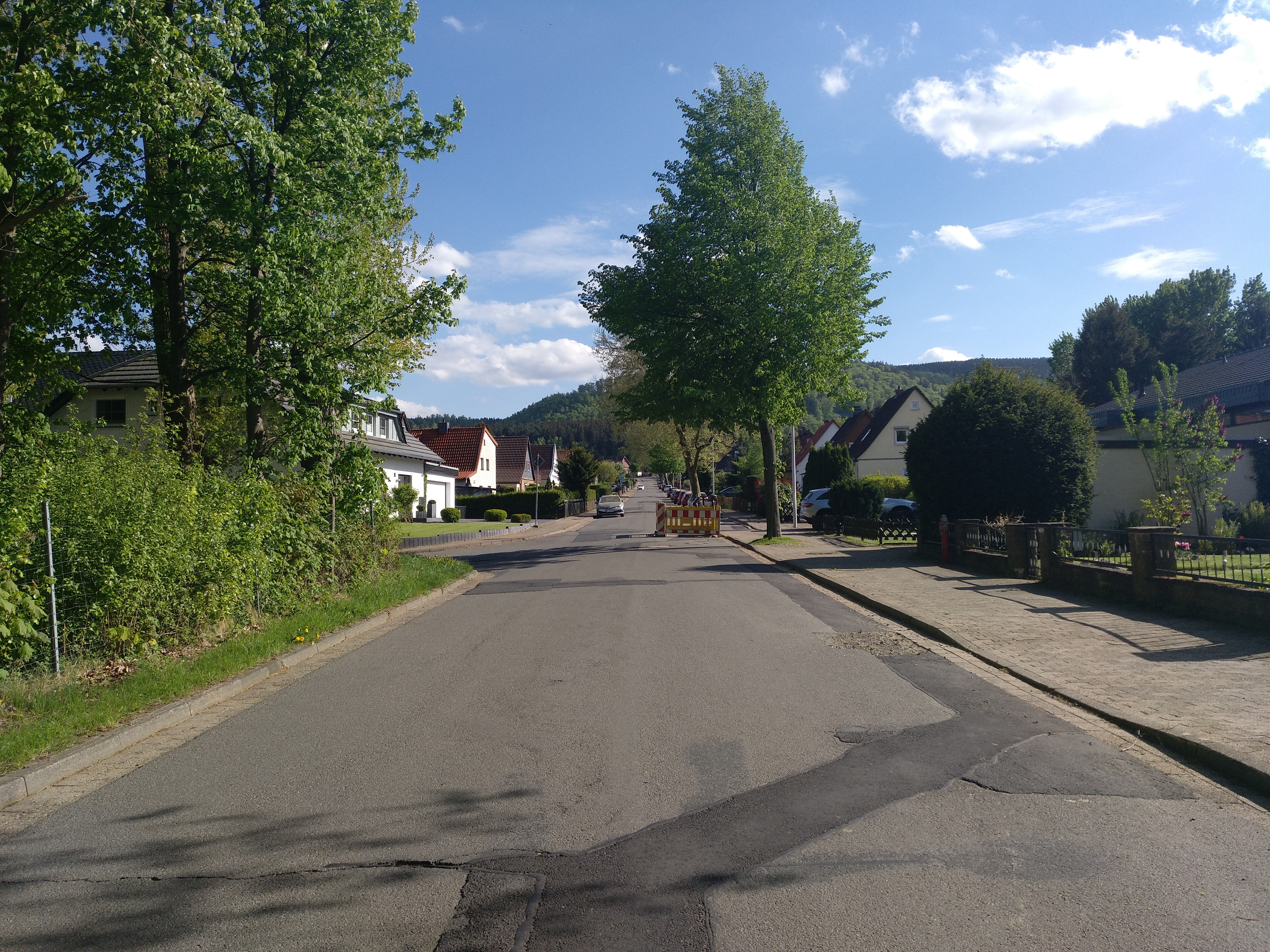
Göttingerode, Bergarbeitersiedlung außerhalb des Ruhrgebiets ca. 1936